# George Scager
George Vincent Scager (Amsterdam, 22 september 1878 – Amsterdam, 16 mei 1964) was een Nederlands violist.

## Leven
Zijn naam duikt op in 1892 wanneer hij een uitvoering geeft van een Romance gecomponeerd door Johan Svendsen. Daarbij werd vermeld dat zijn leraar Louis Sterk een prima leerling had. Het liefdadigheidsconcert werd gegeven in het Gebouw voor den Werkenden Stand.  Niet veel later nam hij plaats als tweede solo-altviolist in het Concertgebouworkest. Hij gaf in zijn beginjaren regelmatig kamermuziekconcerten met andere leden van het orkest in Het Gooi. Scager sr. speelde onder Willem Mengelberg en Eduard van Beinum. Scager zou tussen 1901 en 1944 lid zijn van genoemd orkest. 
Scager was enige tijd penningmeester en voorzitter van Maatschappij Caecilia, een pensioenfonds voor gepensioneerde musici.

## Familie
Hij was zoon van kantoorbediende George Vincent Scager en Cornelia Hendrika Kwint. Hij was vroeg halfwees, zijn moeder overleed in 1883, maar was al geruime tijd ziek. Hijzelf was getrouwd met Maria Sara Jacoba Huisman, die twee jaar na hem zou overlijden. Dochter Maria/Mieke Scager (1904-1978) trad in de voetsporen van haar vader; werd (alt)violiste. Ze was, nadat een eerder huwelijk met violist Dick Vos was stukgelopen, tussen 1937 en 1952 getrouwd met fluitist Johan Feltkamp, die daarvoor nog getrouwd was met Frieda Belinfante. Scager en Vos speelden samen in het orkest van Feltkamp. Zij speelde tussen 1953 en 1969 (pensioen) in het Kunstmaandorkest van Anton Kersjes. Zoon George Vincent Scager (1906-1969) was tussen 1952 en 1969 cellist in hetzelfde orkest en kwam via de Haarlemsche Orkest Vereniging en het opera-orkest in 1952 bij het Concertgebouworkest. 